# Georg von Stülpnagel

Georg von Stülpnagel

Georg Karl Leonhard Ludwig August von Stülpnagel (* 27. September 1785 in Pasewalk; † 16. Dezember 1862 ebenda) war preußischer Generalleutnant und zuletzt Kommandeur der 2. Division.

## Leben

### Herkunft
Georg von Stülpnagel wurde geboren als Sohn von Otto Wilhelm von Stülpnagel (* 1. Januar 1758; † 9. Februar 1794) und dessen Ehefrau Auguste Amalie Albertine Charlotte von Eichstedt (* 2. Oktober 1762; † 21. Dezember 1809) aus dem Haus Rothen Clempenow. Sein Vater war Hauptmann a. D. aus dem Dragoner-Regiment Nr. 5.

### Werdegang
Am 1. März 1797 wurde er Standartenjunker im Kürassier-Regiment Nr. 2. Dort wurde er am 11. Oktober 1800 Kornett und am 21. Januar 1802 Seconde-Lieutenant. Im Vierten Koalitionskrieg kämpfte er in der Schlacht bei Auerstedt sowie den Gefechten von Weißensee, Nordhausen, Nassentin, Triwitz, Gardebursch und Lychen. Bei der Kapitulation von Ratkau geriet er in Kriegsgefangenschaft, aus der er erst 1808 entlassen wurde.
Am 13. Oktober 1809 wurde er als Seconde-Lieutenant in das brandenburgische Kürassier-Regiment und am 3. Dezember 1810 in das brandenburgische Ulanen-Regiment (Nr. 3) aggregiert. In Napoleons Russlandfeldzug 1812 kämpfte er in den Schlachten bei Borodino, Tarutino, Malojaroslawetz, an der Beresina sowie den Gefechten bei Schirokipol, Dagilischky, Swenziany, Witebsk, Schleska, Wjasma, vor Moskau und Woronowo. Bereits am 18. Oktober 1812 erhielt er den Pour le Mérite und für den Feldzug von 1812 erhielt er den Orden der Ehrenlegion. Zudem wurde er am 10. November 1812 Premier-Lieutenant und am 15. März 1813 Stabsrittmeister. Während der Befreiungskriege kämpfte er in den Schlachten bei Bautzen, an der Katzbach, Leipzig, Ligny, Belle Alliance sowie den Gefechten bei Liegnitz, Goldberg, Lauterseiffen, Löwenberg, Hochkirch, Reichenbach, Bischofswerda, Gera, dem Übergang bei Wartenburg, Schkeuditz, Freyburg an der Unstrut, Fleurus und La Fere. Am 29. März 1815 wurde er zum Rittmeister und Eskadronschef ernannt. Ferner erwarb er bei Leipzig das Eiserne Kreuz 2. Klasse und bei Ligny das Eiserne Kreuz 1. Klasse.
Nach dem Krieg wurde er am 7. Juni 1816 zum 1. Garde-Landwehr-Eskadron versetzt, aber am 18. Juni 1816 kam er zum lithauischen Garde-Landwehr-Eskadron. Am 14. April 1819 kam er nun zum 1. Garde-Landwehr-Regiment. Am 26. Mai 1820 wurde er Major und etatsmäßiger Stabsoffizier im 1. Garde-Ulanen-Regiment, dazu erhielt er am 18. Juni 1825 das Dienstkreuz, am 18. Januar 1828 wurde er dann in den Johanniter-Orden aufgenommen. Aber am 30. März 1833 wurde er Kommandeur ad Interim in das 2. Kürassier-Regiments versetzt, am 30. März 1834 wurde er wirklicher Regimentskommandeur dazu erhielt er am 10. September 1834 den Roten Adlerorden 4. Klasse. Am 30. März 1835 wurde er zum Oberstleutnant mit Patent vom 10. April 1835 befördert, dazu bekam er am 18. Januar 1836 den Roten Adlerorden 3. Klasse mit Schleife sowie am 30. März 1837 die Beförderung zum Oberst. Außerdem erhielt er am 26. Februar 1838 eine Prämie von 500 Talern. Am 7. April 1842 kam er als Kommandeur in die 5. Kavallerie-Brigade, aber schon am 26. April 1842 Kürassier-Regiment Königin (Nr. 2) aggregiert. Am 22. März 1842 wurde er zum Generalmajor ernannt und erhielt am 17. September 1843 den Roten Adlerorden 2. Klasse mit Eichenlaub. Am 25. Juli 1848 kam er als Kommandeur zur 3. Division, dazu wurde er am 8. Mai 1849 zum Generalleutnant befördert und erhielt zur Feier seines 50-jährigen Dienstjubiläums den Stern zum Roten Adlerorden 2. Klasse mit Eichenlaub. Aber am 22. September 1849 kam er schon als Kommandeur zur 2. Division.
Er wurde am 21. Januar 1854 mit Pension in den Ruhestand versetzt und erhielt dazu am 26. Januar 1854 den Roten Adlerorden 1. Klasse mit Eichenlaub. Noch am 9. Januar 1862 die Krone zum Pour le Mérite. Er starb kurz danach am 16. Dezember 1862 in Pasewalk.

### Familie
Er heiratete am 15. November 1808 auf Schmagerow (heute Ortsteil von Ramin, Landkreis Vorpommern-Greifswald) Auguste Henriette Antoinette Charlotte von Ramin (* 16. September 1786; † 4. April 1862), die Tochter des Bogislav von Ramin und der Albertine von Gloeden. Das Paar hatte mehrere Kinder:
- Rudolf Albert Hofen Spes Hermann Leonidas Rodrigo Alwin Achill Hugo Alcibiade Solon (* 6. Oktober 1809; † 23. Februar 1873), Major a. D. aus dem Regiment der Gardes du Corps
- Hulda (* 7. November 1812; † 8. März 1888)
- Benno Fedor Volkmar (* 31. Januar 1815; † 27. Juni 1864), Herr auf Lindhorst, Major a. D. ⚭ 1842 Blanka von Stülpnagel (* 8. August 1823; † 19. Januar 1864)
- Ulrich Walther Bodo Gebhard Wolf (* 14. September 1817; † 9. Juni 1865), Major a. D. 6. Infanterie-Regiment ⚭ 1852 Luise Marie Antonie Zimmermann (* 29. September 1819; † 29. April 1892), Geschieden von Albert von Puttkamer († 12. März 1858)
- Konrad Sieglieb (* 1819; † 21. November 1820)